# Groot onderhoud (bouw)

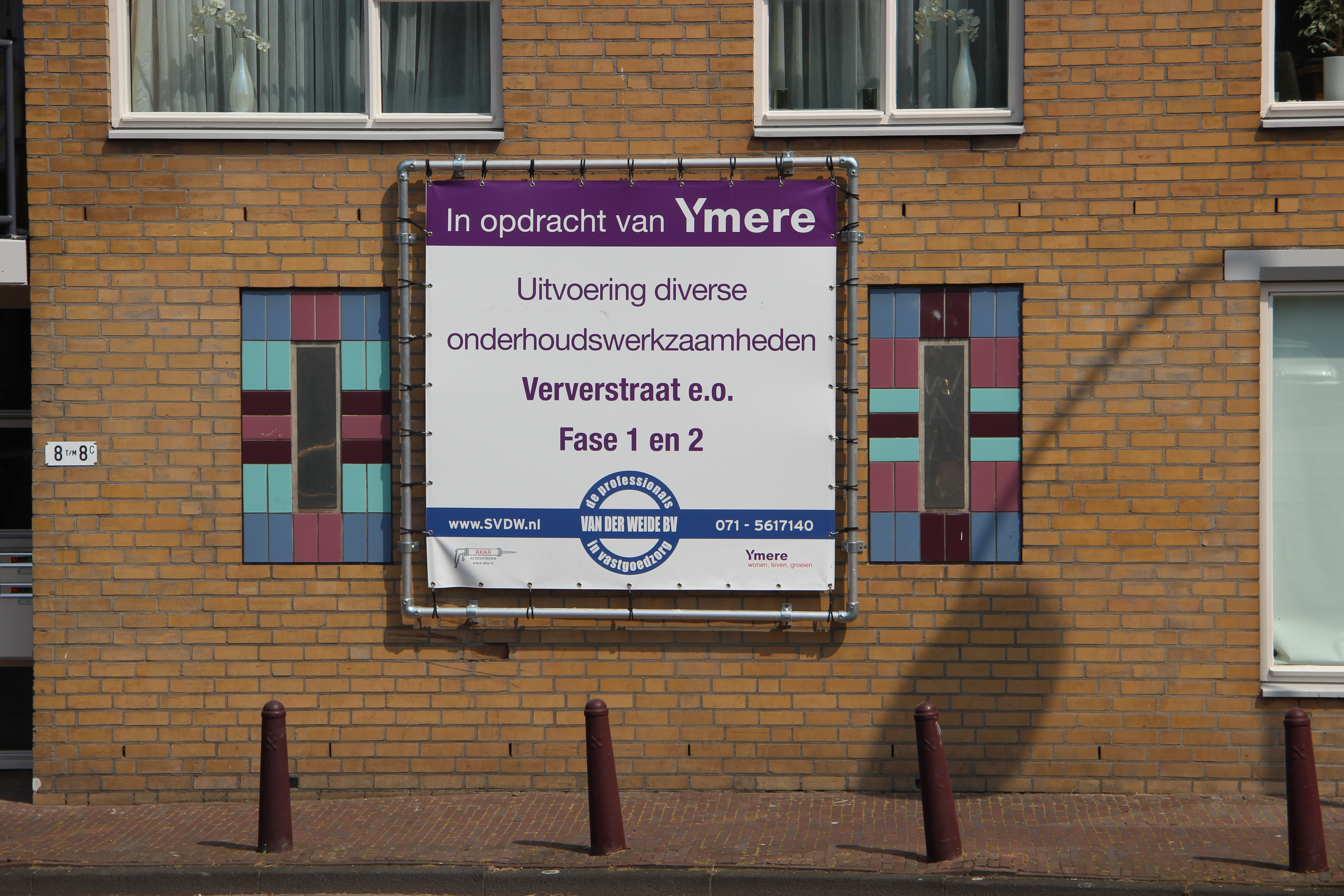
Aankondiging van voorgenomen werkzaamheden groot onderhoud door corporatie Ymere

Groot onderhoud is het geheel aan onderhoudsactiviteiten tezamen waarbij een gebouw of bouwkundige toestand wordt onderhouden. In plaats van op meerdere momenten een enkele onderhoudsactiviteit uit te voeren wordt er voor gekozen op één moment meerdere onderhoudsactiviteiten tegelijk uit te voeren aan meerdere zaken die onderhoud behoeven. Dit brengt (financiële) besparingen met zich mee, laat zich beter plannen en voorkomt dat er op meerdere momenten verstoringen op treedt in het gebouw.
Groot onderhoud is ook een begrip uit het Nederlandse huurrecht dat staat voor de verplichtingen van verhuurder ten aanzien van onderhoud aan het verhuurde, in tegenstelling tot het 'klein onderhoud' dat voor rekening van huurder komt.

## Verband met renovatie
Groot onderhoud en renovatie zijn geen synoniemen. Renovatie is het uitvoeren van activiteiten om een gebouw te laten voldoen aan moderne eisen vanuit wet- en regelgeving of aan een moderne vraagstelling inzake het gebruik (de functionaliteit) van een gebouw. 
Groot onderhoud is uitsluitend een verzameling van veel onderhoudsactiviteiten die tegelijkertijd worden uitgevoerd om een bestaand gebouw functioneel bruikbaar te houden.

### Situatie in Nederland
Voor renovatie heeft een beheerder/eigenaar de uitdrukkelijke toestemming nodig van de gebruikers/bewoners van het gebouw/de gebouwen, namelijk ten minste 75% van de gebruikers. Daarnaast is het voor de beheerder/eigenaar mogelijk om na de renovatie de huur aan te passen. Dit om de investering terug te kunnen verdienen. Dit houdt ook in dat de beheerder/eigenaar de huur niet kan verhogen na het groot onderhoud. Tijdens de renovatie kan een gebruiker/bewoner vaak niet in het pand blijven dat hij/zij huurt. Vanwege de overlast is de beheerder/eigenaar verplicht om de gebruikers/bewoners tegemoet te komen middels een "renovatievergoeding". Bij renovatie speelt uitdrukkelijk het vernieuwen een belangrijke rol. In het verleden zijn bijvoorbeeld veel woningen gerenoveerd om aan nieuwe eisen te voldoen.